# Bryopastor octogonos
Bryopastor octogonos är en mossdjursart som beskrevs av Jean-Loup d'Hondt och Gordon 1999. Bryopastor octogonos ingår i släktet Bryopastor och familjen Bryopastoridae. Inga underarter finns listade i Catalogue of Life.